# اسکات کالورت
اسکات کالوِرت (انگلیسی: Scott Kalvert؛ ۱۵ اوت ۱۹۶۴ – ۵ مارس ۲۰۱۴) یک کارگردان اهل ایالات متحده آمریکا بود. وی بین سال‌های ۱۹۸۸ تا ۲۰۱۴ میلادی فعالیت می‌کرد.

## قسمتی از فیلمشناسی
- خاطرات بسکتبال (۱۹۹۵)
- Deuces Wild (2002)